# Kelletia kelletii
Kelletia kelletii es una especie de caracol marino de la familia Buccinidae.

## Alimentación
El Kelletia kelletii es un gran caracol marino oportunista, carroñero y depredador que  suele encontrarse en bosques de algas intermareales, arrecifes rocosos y cantos rodados de arena. Se alimenta por medio de una probóscide prensil que puede extender para capturar a sus presas y que alcanza hasta el doble de la longitud de la concha. Se lo encuentra entre los 0 y 68 m de profundidad, aunque rara vez se lo puede ver en los intermareales.
A su vez, tiene como depredadores a otros caracoles de la familia Naticidae, las estrellas de mar, los pulpos y las nutrias marinas.

## Descripción
La concha es espiral en forma de huso. Puede alcanzar hasta unos 18 cm de largo. El color puede variar del blanco al tostado con líneas espirales marrones. A medida que envejece, la concha se va cubriendo con algas de color verde claro o violeta y otros organismos incrustantes. El pie carnoso es de color amarillo con algunas rayas negras y manchas blancas.

## Distribución
Se lo encuentra en la Isla Asunción en la Baja California y en Monterrey (México), y en California (Estados Unidos) hasta Punta Concepción.

## Reproducción
La fertilización de las hembras es interna y ocurre con períodos de desove anuales de marzo a mayo. Las cápsulas de huevos tienen forma de disco y se depositan sobre un sustrato duro con embriones fertilizados en su interior que se desarrollan y emergen en la columna de agua como larvas que nadan libremente durante un período de tiempo desconocido.

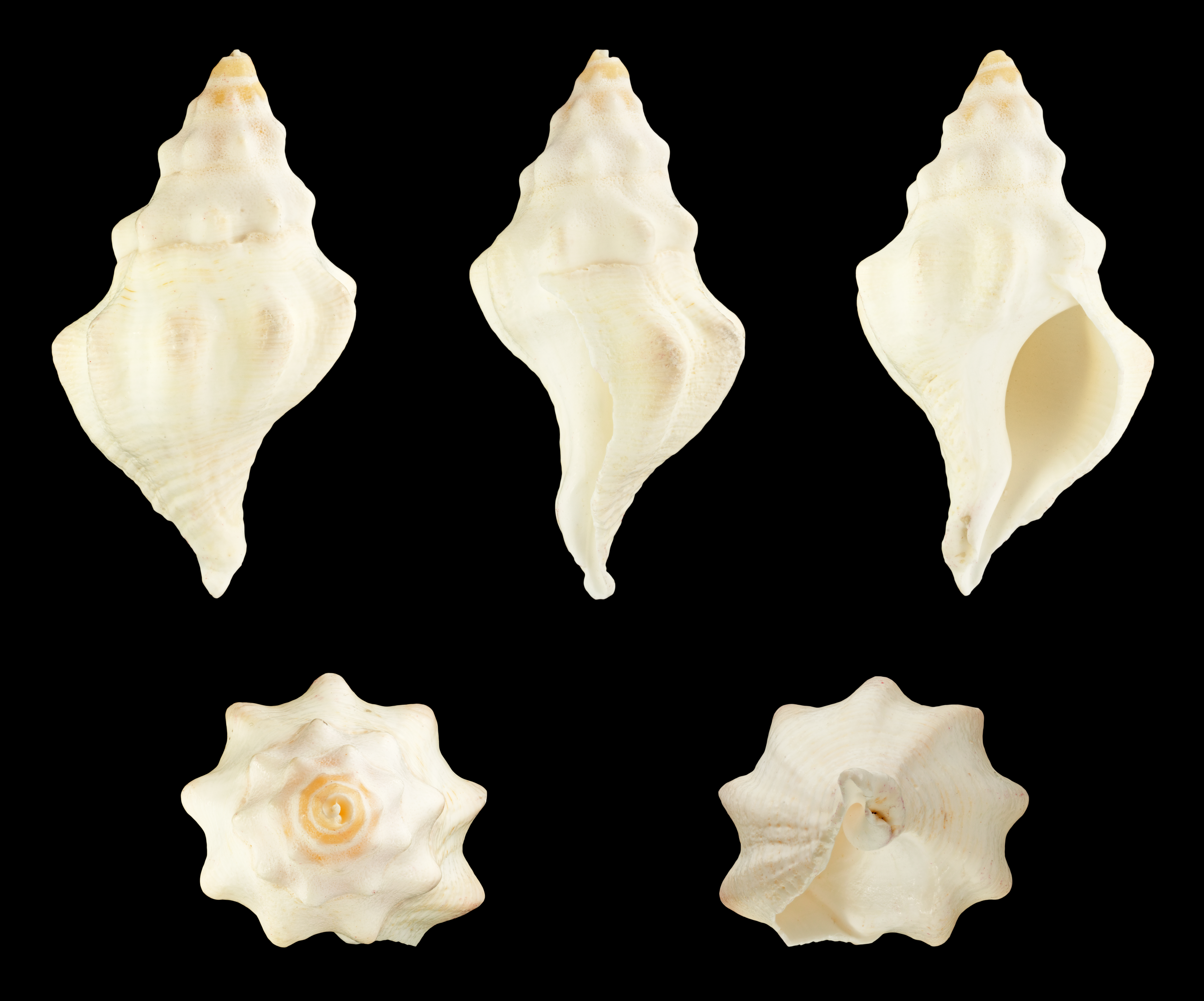
Una concha de Kelletia kelletii.